# Thomas Jefferson McKean
Pour les articles homonymes, voir McKean.
Thomas Jefferson McKean (21 août 1810 – 19 avril 1870) est un ingénieur Américain, soldat, homme politique, et agriculteur. Diplômé de West Point, il combat dans l'armée des États-Unis au cours des guerres séminoles, la guerre américano-mexicaine, et il sert comme général dans l'armée de l'Union pendant la guerre de Sécession.

## Avant la guerre
Thomas J. McKean naît en 1810, dans l'arrondissement de Burlington, situé dans le comté de Bradford, en Pennsylvanie. Il entre à l'académie militaire américaine de West Point en 1827, et est diplômé, quatre ans plus tard, 19e sur 33 cadets. McKean obtient un brevet de second lieutenant dans le 4th U.S. Infantry le 1er juillet 1831. Son service dans l'armée des États-Unis consiste en plusieurs épisodes de service de garnison pendant les trois prochaines années, au cours desquelles il est promu second lieutenant le 15 septembre 1833. McKean démissionne de l'armée des États-Unis l'année suivante, le 31 mars.
Après avoir démissionné en 1834, McKean est engagé en tant qu'ingénieur civil. Il participe ensuite aux guerres séminoles en 1837-38, servant en tant qu'adjudant du 1st Pennsylvania Volunteers, avec le grade de premier lieutenant. McKean démissionne le 31 mars 1838, et retourne en Pennsylvanie et à la profession d'ingénieur. En 1840, il déménage à Marion, dans le territoire de l'Iowa, et en 1844, il fait partie de la convention constitutionnelle visant à la création de l'état de l'Iowa.
Au cours de la guerre américano-mexicaine, McKean se porte volontaire pour le service, et s'engage en tant que soldat, dans le 15th U.S. Infantry le 12 avril 1847. Il est rapidement promu sergent-major le 10 mai, et combat lors de la bataille de Churubusco le 20 août , au cours de laquelle il est blessé. En juin, McKean obtient un brevet de second lieutenant dans le 2nd U.S. Dragoons, mais il choisit de décliner la commission. Une fois les hostilités terminées, il est libéré le 7 août 1848. L'historien Ezra J. Warner note la situation inhabituelle de McKean qui a été formé à West Point et a servi dans d'autres grades que ceux d'officers, et qu'il a été simple soldat au combat au Mexique. À la suite de la guerre, il retourne à la vie civile, dans l'Iowa, un état américain depuis 1846.

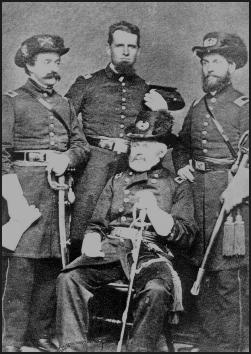
McKean et de son état-major au cours de la guerre de Sécession.

## La Guerre civile de service
Lorsque la guerre de Sécession éclate en 1861, McKean choisit de suivre son État d'origine et la cause unioniste. Le 1er juin, il est nommé trésorier de l'armée de l'Union, et mène la cavalerie du département du Golfe à partir du 18 septembre. McKean est brièvement responsable  des camps de prisonniers de guerre au Missouri, et est nommé brigadier général dans l'armée de l'Union, le 21 novembre.
McKean commande à Jefferson City, Missouri, de décembre à mars 1862. Il obtient ensuite une commandement divisionnaire dans l'armée du Tennessee le 10 avril. Il combat lors de la bataille de Corinth au Mississippi les 3 et 4 octobre, et mène sa division jusqu'au 9 décembre. McKean commande ensuite de nombreux districts dans les départements tenus par l'Union tout au long de 1863, 1864, et jusqu'au 10 juillet 1865. McKean est breveté major-général, le 13 mars, pour son service de guerre, et quitte le service des volontaires, le 24 août.

## Après guerre
Après la fin de la guerre de Secession en 1865, McKean retourne chez lui en Iowa. Il est élu maire de Marion cette année là, et s'installe en tant que fermier à proximité de la ville jusqu'en 1869. Il sert en tant que délégué à la convention républicaine à Chicago, dans l'Illinois, en 1868. Le poste de d'agent des pensions du district est de l'Iowa est proposé à McKean au début de 1870, mais il le refuse. En avril, il meurt à Marion, en Iowa, et est enterré dans le cimetière d'Oak Shade de la ville.